# قلاجوغه (مهاباد)
قرية قلاجوغه (بالكردية: قەڵاجووغە) هي إحدى القرى التابعة لـكاني بازار في ريف قسم خليفان من مقاطعة مهاباد، في محافظة أذربیجان الغربیة الإيرانية.

## السكان
حسب إحصاءات سنة 2006، بلغ إجمالي السكان في قلاجوغه 235 نسمة وعدد المساكن 33 مسكن. لغة سكان قلاجوغه هي اللغة الكردية و هم من أهل السنة والجماعة والمذهب الشافعي.